# Brug 813
Brug 813 is een bouwkundig kunstwerk in Amsterdam-Zuid.
Deze vaste brug vormt de verbinding tussen Buitenveldert en het uiterste zuiden van Amsterdam, zijnde de Kalfjeslaan. Vanuit Buitenveldert leidt een naamloos voet- en fietspad tussen Bongart en Walborg naar de brug, die vervolgens landt in het park 't Kleine Loopveld, waarna men over een dam met eventuele duiker op de Kalfjeslaan belandt. In tegenstelling tot brug 814 (zo'n 800 m oostelijker) kunnen voetgangers en fietsers vanaf hier niet direct Amstelveen in. De brug is ontworpen door Dirk Sterenberg, dan nog werkend voor de Dienst der Publieke Werken. De dienst moest in vrij korte tijd een aantal bruggen voor deze nieuwe wijk ontwerpen; deze brug lijkt dan ook sterk op de bruggen in het Gijsbrecht van Aemstelpark (zie brug 824), terug te vinden in overspanning, balusters en leuningen. Net als andere bruggen in Buitenveldert is de kleurvoering groen. Sterenberg zou uiteindelijke meer dan 150 bruggen voor de stad ontwerpen. De brug is opgebouwd uit een betonnen paalfundering met dito pijlers en liggers.

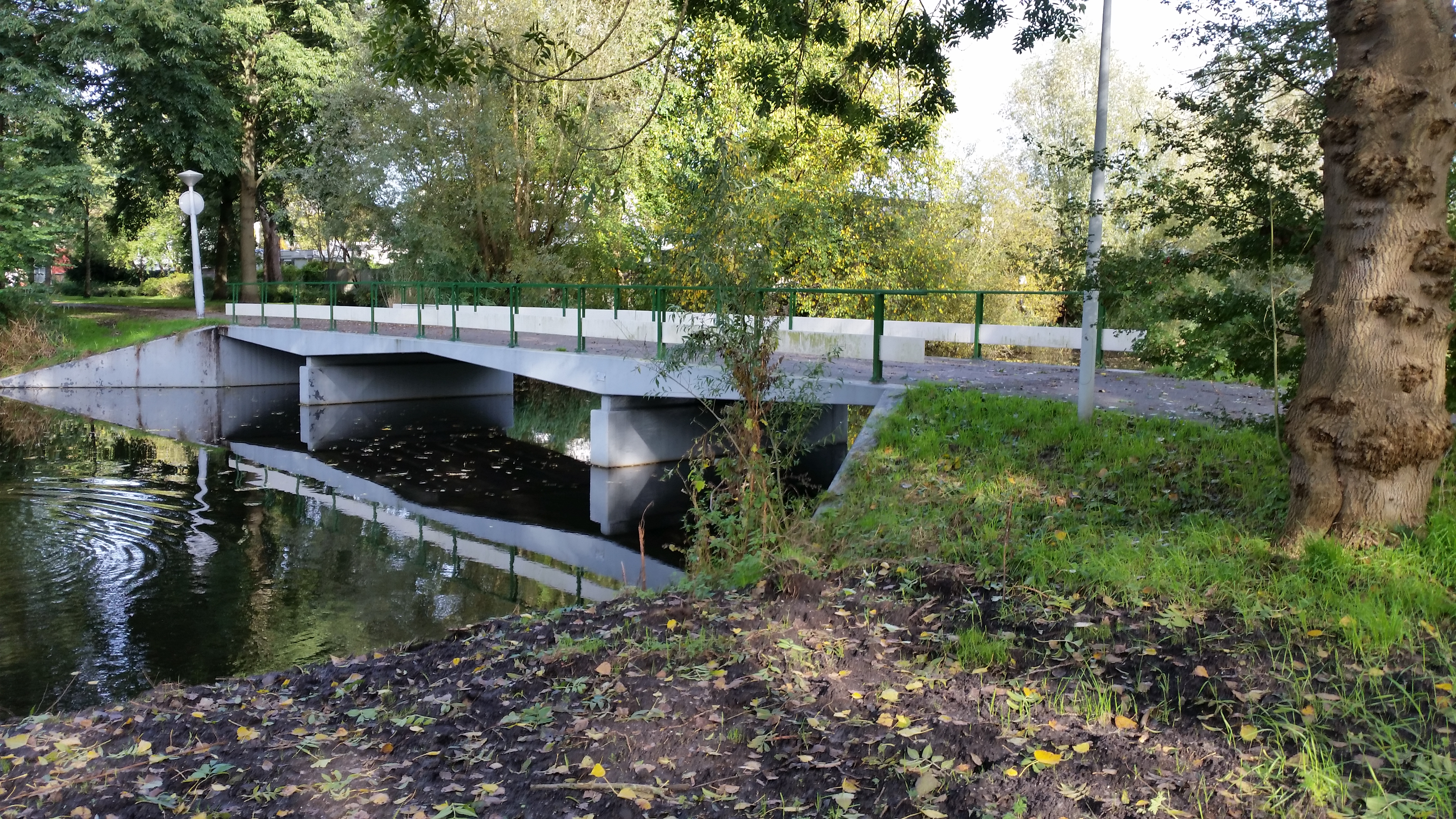
Zijaanzicht (oktober 2019)

<<< · 801 · 802 · 803 · 804 · 805 · 808 · 811 · 812 · 813 · 814 · 815 · 816 · 817 · 818 · 819 · 820 · 821 · 822 · 823 · 824 · 825 · 826 · 827 · 828 · 829 · 830 · 831 · 832 · 833 · 834 · 835 · 836 · 837 · 838 · 839 · 840 · 841 · 842 · 844 · 845 · 846 · 848 · 849 · 850 ·  854 · 856 · 857 · 858 · 859 · 860 · 863 · 864 · 865 · 866 · 867 · 868 · 869 · 870 · 871 · 872 · 873 · 875 · 876 · 877 · 889 · 890 · 891 · 892 · 893 · 895 · 896 · 897 · 898 · 899 · >>>
Brugnummers 800, 806, 807, 809, 810, 843 (gesloopt, Uilenstede, Amstelveen), 847 (Uilenstede, Amstelveen) , 851 (gesloopt, Dirk Sterenberg), 852 (gesloopt, Dirk Sterenberg), 853 (gesloopt, Dirk Sterenberg), 855, 861, 862, 874, 878, 879, 880, 881, 882, 883, 884, 885, 886, 887, 888, 894 zijn niet (meer) vergeven.